# Cyrtonastes weisei
Cyrtonastes weisei là một loài bọ cánh cứng trong họ Chrysomelidae. Loài này được Reitter miêu tả khoa học năm 1884.